# Britomart (Schiff, 1808)
Die HMS Britomart war eine britische 10-Kanonen-Brigg (ten-gun brig oder brig sloop) der Cherokee-Klasse. 1810 kaperte sie die L'Intrépide (8 Kanonen, 40 Mann Besatzung) und am 17. Juli 1812 zusammen mit der HMS Leveret und der HMS Osprey die L'Eole (6 Kanonen, 31 Mann Besatzung) vor Helgoland. Im August 1816 nahm die Britomart an der Bombardierung Algiers teil.

## Personenschiff
Am 3. Februar 1819 wurde die HMS Britomart an G. Bailey verkauft und wurde in der Personenschifffahrt eingesetzt. Sie verkehrte unter dem Namen Britomart zwischen England und Australien. Im Dezember 1839 erlitt das Schiff auf dem Weg von Melbourne nach Hobart Schiffbruch. In der Folge wurde bekannt, dass auf den Bass-Strait-Inseln Gegenstände, die von dem Schiff stammten, im Besitz der dortigen Bevölkerung waren, unter anderem das Schiffslogbuch und der Kompass. Es kamen Gerüchte auf, Piraten, geflohene Sträflinge oder abtrünnige Aborigines hätten das Schiff absichtlich mittels Irrlichter auf ein Riff geleitet, um die Besatzung zu töten und auszurauben. Es wurde sogar behauptet, eine weiße Frau wäre in Gippsland in die Hände von Aborigines geraten, die Suche nach ihr war jedoch vergeblich.

## Kapitäne
- Captain William Buckley Hunt, August 1808–1812
- Lieutenant Charles Tulloh, 1812[4]
- Captain Robert Riddle (Carre), 8. Dezember 1812 – 15. November 1816[5]
- Commander George James Perceval, 6. Earl of Egmont, 21. November 1816 – 7. Dezember 1818

## Prominente Crewmitglieder
- Midshipman William McClintock-Bunbury, 1818